# La-150 (航空機)
La-150
三面図
- 用途：戦闘機
- 設計者：セミョーン・ラボーチキン
- 製造者：ラボーチキン設計局
- 運用者： ソビエト連邦
- 初飛行：1946年9月11日
- 生産数：8機
- 運用状況：退役

La-150（ロシア語: Ла-150）は開発名称イズジェリェ 150（Изделие 150、Izdeliye 150）でも知られる、ソ連のラヴォーチキン設計局が初めて開発したジェット戦闘機である。アメリカ合衆国国防総省（DoD）が割り当てたDoD識別番号はType 3。8機が試作されたのみで実用化はされなかった。

## 開発と設計
ラヴォーチキン設計局は1945年2月にユンカース ユモ 004ターボジェットエンジンを使用した戦闘機の開発を命じられた。TsAGIによる助言の元、同時期に開発が命じられていたミグ設計局のMiG-9と同様に高翼式の翼を採用し、ポッドアンドブーム(筒状の胴体に細い尾が付く形)のレイアウトとした 。翼は全金属製とし、スロッテッドフラップを装備した。視認性を良くするためコックピットは胴体の前寄りに配置し、パイロットの保護のためヘッドレストは防弾化された。武装はNS-23 20mm機関砲を胴体下側に2門、各75発として装備。エンジンはユンカース ユモ 004をソ連でコピーしたRD-10エンジンに改めコックピット後方に配置し、機首の吸気口から空気を取り込むようにした 。燃料タンクは胴体に5箇所、翼に各1箇所の計7つのタンクとし500kgの燃料を積めるようにした。
1945年6月には第81号工場にてモックアップが完成したが、この工場は他のプログラムでいっぱいであったため、第381号工場で5機のプロトタイプが製作されることとなった。しかし、8月末には設計図が渡されていたが第381号工場は金属製航空機の製造経験が無く、必要な金型も不足していたため開発が遅れ、1945年は年末に静荷重試験のためのモデルが作られるに留まった。
1946年、静荷重試験の結果、後部胴体、翼及び尾部を強化する必要がある事が判明し、垂直尾翼の拡大などの改修にも伴い最初の試作機が完成するまで6カ月の期間を要した。そこから更に地上試運転と2度のエンジン交換を行い、初飛行は9月11日に行われた。
初飛行の翌日、十月革命を記念して11月7日に行われるパレードにおいて、閣僚理事会は各OKBに対して少数のジェット機を参加させる事を命じた。非常に厳しい期限のため、未完成の試作機2機がヒムキに出来た新しいラヴォーチキン設計局の本社である第301号工場へ送られた。ゴーリキー(ニジニ・ノヴゴロド)にある第21号工場は第301号工場の支援により、記録的な早さで3機の機体を完成させた。工具は5日から10日の期間で揃えられ、最初の機体の組み立てに掛かった期間は1週間半だった。

## 試験と評価
11月1日までに予定していた8機の試作機が全て完成し、パレードに参加する準備が整った。これらは後にLa-13という非公式な名称を与えられた。ゴーリキーからモスクワまで輸送する必要があったが、直接飛行するのは危険と考えられ、翼を外せず鉄道輸送も出来ないため、専用のトレーラーを作って輸送した。悪天候により予定していた儀礼飛行は中止された。
パレードへ向けた試験飛行において、方向安定性が悪い、ピッチ軸の利きが悪い、エンジンの応答性が悪い、燃料容量が少ない、燃料流量不足、暖房や換気が無く窮屈なコックピット等数々の問題に直面した。これらの問題は改修によって改善されたが、全ては改善出来なかった。今度は横方向の安定性が強くなりすぎたり、昇降舵の制動力は悪すぎ、エンジンはプロトタイプだけで4度の交換が必要になったりとテストは難航した。
1947年4月に試験を終えた後、1機が工場に返却され改修を受けた。この機体はLa-150M（Ла-150М）とされた。まず強すぎる横安定性を減らすため翼先端を下向きに35°傾けさせた(この改修はドイツのHe 162と似る)。翼は取り外し可能に再設計し、昇降舵の空力バランスを24%から20%に減少させた。燃料容量は660kgに増やし、操縦席を80cm広げて防弾板を追加し、射出座席も装備した。通信機の空中線も新しく設置した。これらの変更により356kgの重量増加と空気抵抗の増加を招き、最高速度が873km/hから805km/hへ低下、上昇性能も5000mまでの到達時間が4.8分から7.2分に低下した。ラヴォーチキン設計局はより高性能な機体(La-152)の開発が採用試験段階に入っていたため、この機体のこれ以上の開発は不要と判断し、セミョーン・ラヴォーチキンはLa-150Mの開発中止を決定した。
その後アフターバーナー機能を有したRD-10エンジンが開発され、1947年6月にLa-150のエンジンをこれに換装した型が開発された。この型はLa-150F（Ла-150Ф）と命名された。これにより最高速度は等価対気速度で950km/h、高度4,320mで915km/hに向上した。これはRD-21エンジン2基を装備したMiG-9の次に高速だった。しかし、ラヴォーチキン設計局は設計上の欠陥が依然として解決されていないため、軍の採用試験に提出する事はなかった。

## 諸元
La-150
出典: Early Soviet Jet Fighters
諸元
- 乗員: 1
- 全長: 9.42m
- 全高: 2.60m
- 翼幅: 8.20m
- 翼面積: 12.15m2
- 空虚重量: 2,156kg
- 動力: RD-10 ターボジェットエンジン、8.8 kN （1,984 lbf）  × 1
- 全備重量：2,973kg

性能
- 最大速度: 878km/h
- 航続距離: 493km
- 実用上昇限度: 12,600m
- 上昇率: 22.1m/s
- 離陸滑走距離: m （ft）
- 着陸滑走距離: m （ft）
- 翼面荷重: 244.6 kg /m2
- 推力重量比: 0.303

武装
- 固定武装: NS-23 20mm機関砲 2門